# Conus gerthi
Espèce
Conus gerthi est une espèce fossile de mollusques gastéropodes marins de la famille des Conidae.

## Taxonomie

### Publication originale
L'espèce Conus gerthi a été décrite pour la première fois en 1936 par le paléontologue néerlandais Anneke Pannekoek dans « Noord-Hollandsche Uitgeversmaatschappij. »,.